# Latorica
Il Latorica (ungherese: Latorca; slovacco: Latorica; ucraino: Латориця, translit.: Latorycja) è un fiume del bacino del Danubio. Scorre dall'Ucraina (156,6 km) alla Slovacchia (31,4 km), per 188 chilometri totali. Il bacino è di 3.130 km². Presso Oborín riceve le acque del Laborec. A Zemplín confluisce nell'Ondava, dando origine al Bodrog, che a sua volta confluisce nel Tibisco.
Lungo il suo corso, in Ucraina, sorgono le città di Mukačevo e Svaljava.
Una parte del suo bacino (Latorica Protected Landscape Area, "Ramsar site No. 606", 44,05 km²) è stata aggiunta alla lista Ramsar delle zone umide di importanza internazionale fin dal 1993.